# Ophiocten abyssicola
Ophiocten abyssicola is een slangster uit de familie Ophiuridae.
De wetenschappelijke naam van de soort werd in 1843 gepubliceerd door Edward Forbes.